# OXO
OXO (iks-oks) je bila kompjuterska video-igra koju je napisao za kompjuter EDSAC Aleksander S. Daglas 1952. godine za svoj doktorat na univerzitetu Kembridž. To je bila prva grafička igrica za kompjuter. Igrala se tako što bi igrač okretao brojeve na telefonu koji bi konrolisao poteze. OXO je često nazivan prvom kompjuterskom video igricom.
OXO se igrao protiv kompjutera, a rezultat je prikazivan na ekranu 35x16 piksela.  Izvorni kod je bio kratak, ali je to ipak bila savršena iks-oks igra. OXO nije stekao popularnost jer je EDSAC bio Kembrdžov jedinstveni kompjuter.

## Polazni ekran
```
9 8 7       NOUGHTS AND CROSSES
6 5 4               BY
3 2 1       A S DOUGLAS, C.1952

LOADING PLEASE WAIT...

EDSAC/USER FIRST (DIAL 0/1):  

```

## Izlaz
```
EDSAC/USER FIRST (DIAL 0/1):1
DIAL MOVE:6
DIAL MOVE:1
DIAL MOVE:2
DIAL MOVE:7
DIAL MOVE:9
DRAWN GAME...
EDSAC/USER FIRST (DIAL 0/1):

```

## Spoljašnje veze
- Simulator: emulator EDSAC-a, koji sadrži kod za
- PONG priča